# 島谷能成
島谷 能成（しまたに よししげ、1952年（昭和27年）3月5日 - ）は、日本の映画プロデューサー、実業家。東宝代表取締役会長 、阪急阪神ホールディングス取締役、フジ・メディア・ホールディングス取締役、東京會舘取締役、日本映画製作者連盟代表理事、日本映画制作適正化機構理事長。

## 来歴・人物
奈良県奈良市生まれ。1975年、京都大学文学部史学科卒業後、東宝に入社。
東宝レコード（出向）、映画宣伝企画室、取締役映画調整部部長などを経て、2011年5月から社長。
2022年5月、会長に退く。後任は松岡功名誉会長の長男・松岡宏泰。

## 経歴
- 1975年
  - 3月 京都大学文学部史学科卒業
  - 4月 東宝株式会社入社
  - 9月 東宝レコード出向、その後、宣伝部勤務
- 1984年1月 映画調整部勤務
- 1993年4月 映画調整部次長
- 1999年4月 映画調整部長
- 2001年5月 取締役映画調整部長
- 2002年5月 取締役映画調整担当兼映画調整部長
- 2004年4月 テレビ担当兼テレビ部長を兼ねる
- 2005年5月 常務取締役映画調整担当
- 2007年5月 専務取締役映画調整担当兼映像制作担当（映像制作部はテレビ部の改称）
- 2010年
  - 4月 東宝映画代表取締役社長を兼ねる
  - 10月 専務取締役映画調整担当兼映画企画担当（映画企画部は映像制作部の改称）
- 2011年5月　東宝代表取締役社長映像本部長兼経営企画担当に就任
- 2012年
  - 4月 東宝映画社長を退く
  - 5月 経営企画担当を解き、内部監査室直轄
  - 7月 一般社団法人日本映画テレビ技術協会会長に就任
- 2020年
  - 1月 日本アカデミー賞協会会長に就任
- 2021年
  - 5月 執行役員制の導入に伴い、代表取締役社長 社長執行役員に就任
- 2022年
  - 5月 代表取締役会長

## 制作
| - GANTZ - SPACE BATTLESHIP ヤマト - 太平洋の奇跡 -フォックスと呼ばれた男- - 20世紀少年 - あしたのジョー - 劇場版TRICK 霊能力者バトルロイヤル - 食堂かたつむり - ゴールデンスランバー - ウルルの森の物語 - THE LAST MESSAGE 海猿 - ゼロの焦点 - BALLAD 名もなき恋のうた - アマルフィ 女神の報酬 | - 真夏のオリオン - NIN×NIN 忍者ハットリくん THE MOVIE - ALWAYS 三丁目の夕日 - ALWAYS 続・三丁目の夕日 - 明日があるさ THE MOVIE - ローレライ - 陰陽師 - UDON - パコと魔法の絵本 - ハッピーフライト - K-20 怪人二十面相・伝 - 夜叉 (映画) |

## プロデュース
- 八つ墓村
- 四十七人の刺客
- 卒業旅行 ニホンから来ました

### エグゼクティブプロデュース
- のだめカンタービレ 最終楽章
- HERO
- 西遊記

## 企画
- ラヂオの時間
- みんなのいえ
- ホワイトアウト